# Team Home-Jack & Jones/1998
Deze pagina geeft een overzicht van de Team Home-Jack & Jones-wielerploeg in 1998.

## Algemeen
Sponsor: home a/s (makelaar), Jack & Jones (kledingwinkel)
Ploegleiders: Torben Kølbæk, Alex Kjeld Pedersen, Per Johnny Pedersen
Fietsmerk: Peugeot

## Renners
| Naam                  | Geboortedatum | Nationaliteit | Ploeg 1997          |
| --------------------- | ------------- | ------------- | ------------------- |
| Christian Andersen    | 18-06-1967    | Denemarken    | Neoprof             |
| Brian Holm            | 02-10-1962    | Denemarken    | Team Telekom        |
| Marc Strange Jacobsen | 08-02-1972    | Denemarken    | Neoprof             |
| René Jørgensen        | 26-07-1975    | Denemarken    | Neoprof             |
| Mikael Kyneb          | 05-03-1972    | Denemarken    | PSV Köln            |
| Danny Nelissen        | 10-11-1970    | Nederland     | Rabobank            |
| Michael Steen Nielsen | 15-02-1975    | Denemarken    | Neoprof             |
| Arvis Piziks          | 12-09-1969    | Letland       | Rabobank            |
| Michael Rosborg       | 15-03-1971    | Denemarken    | Neoprof             |
| Juris Silovs          | 27-01-1973    | Letland       | Schauff-Öschelbronn |
| Jesper Skibby         | 21-03-1964    | Denemarken    | TVM-Farm Frites     |

## Belangrijke overwinningen
| Ster van Bessèges 2e etappe: Christian Andersen Nationale kampioenschappen Letland, wegrit: Juris Silovs Ronde van het Waalse Gewest 5e etappe: Mikael Kyneb Ronde van Denemarken 4e etappe, deel A: Michael Steen Nielsen Ronde van Hessen 3e etappe: Danny Nelissen 5e etappe, deel A: Arvis Piziks |

1998 · 1999 · 2000 · 2001 · 2002 · 2003 · 2004 · 2005 · 2006 · 2007 · 2008 · 2009 · 2010 · 2011 · 2012 · 2013 · 2014 · 2015 · 2016